# 橫濱港
35°27′00″N 139°38′46″E / 35.45000°N 139.64611°E

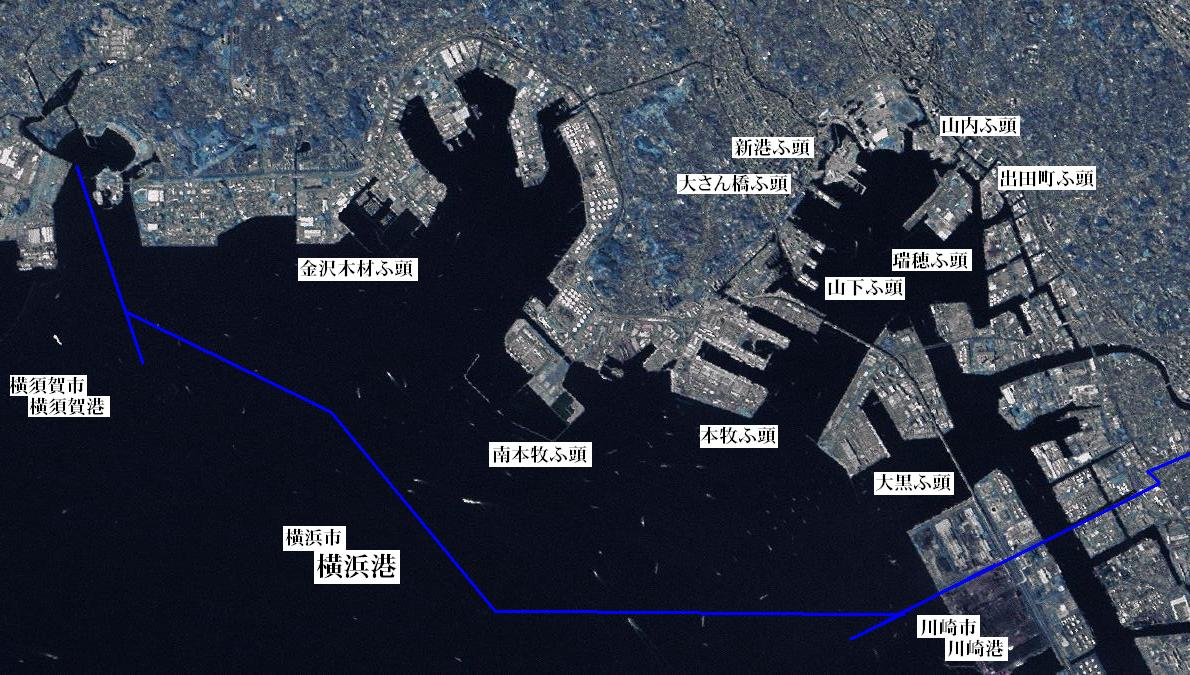
横浜港的衛星影像 （※點擊放大），左方為橫須賀港，右方為川崎港

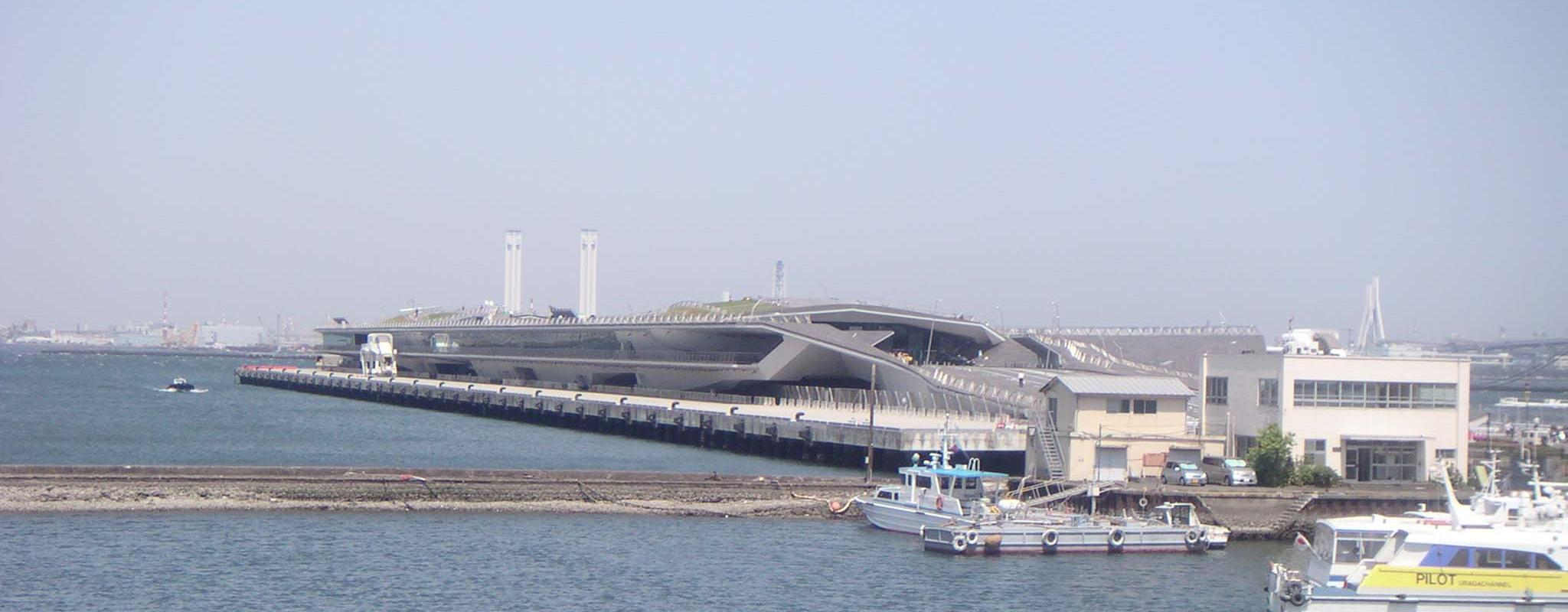
橫濱港大棧橋

橫濱港（日语：／ Yokohama kō */?）是位於日本神奈川縣横濱市的港灣，瀕臨東京灣岸，與川崎港、東京港構成超級中樞港灣之一的「京濱港」。在港則法上稱為京濱港橫濱區。港灣管理者為橫濱市政府。1859年7月1日（舊曆安政6年6月2日）開港，有「金港」之美稱。橫濱港是日本的主要國際貿易港之一（五大港），也是日本三大貿易港之一。在開港之初到昭和初期，橫濱主要進口棉花等原材料和鐵類、機械等物品，出口生絲等產品。隨著京濱工業地帶的發展，橫濱港發展為工業港。現在橫濱港的港灣區域面積達7,315.9公頃，擁有多個複合型貨櫃碼頭群，被選為國際貨櫃戰略港灣，並且還和東京港一併被指定為超級中樞港灣，在日本的物流體系中有重要地位。2011年起進一步被日本政府列為「國際戰略港灣」。2016年，橫濱港入港船舶數超過35,000艘，貨物吞吐量超過278萬TEU。橫濱港也是重要的客運港。2016年，橫濱港的郵輪停靠次數達128次，位居日本第四位。橫濱港共有12處碼頭和棧橋。

## 港灣概要

### 面積
- 港灣區域面積：7,315.9公頃
- 臨港地區面積：2,828.4公頃
- 商港區：972.9公頃
- 工業港區：1,697.7公頃
- 無繫船池港區：5.7公頃
- 修景厚生港區：95.7公頃
- 梨分區指定：56.4公頃

### 港口規模
2004年度
- 進港船舶數：42,252艘（其中遠洋航船:11,214艘）
- 貨櫃吞吐量：126,960千噸
- 貿易額：9兆8662億日元